# Cary Brothers

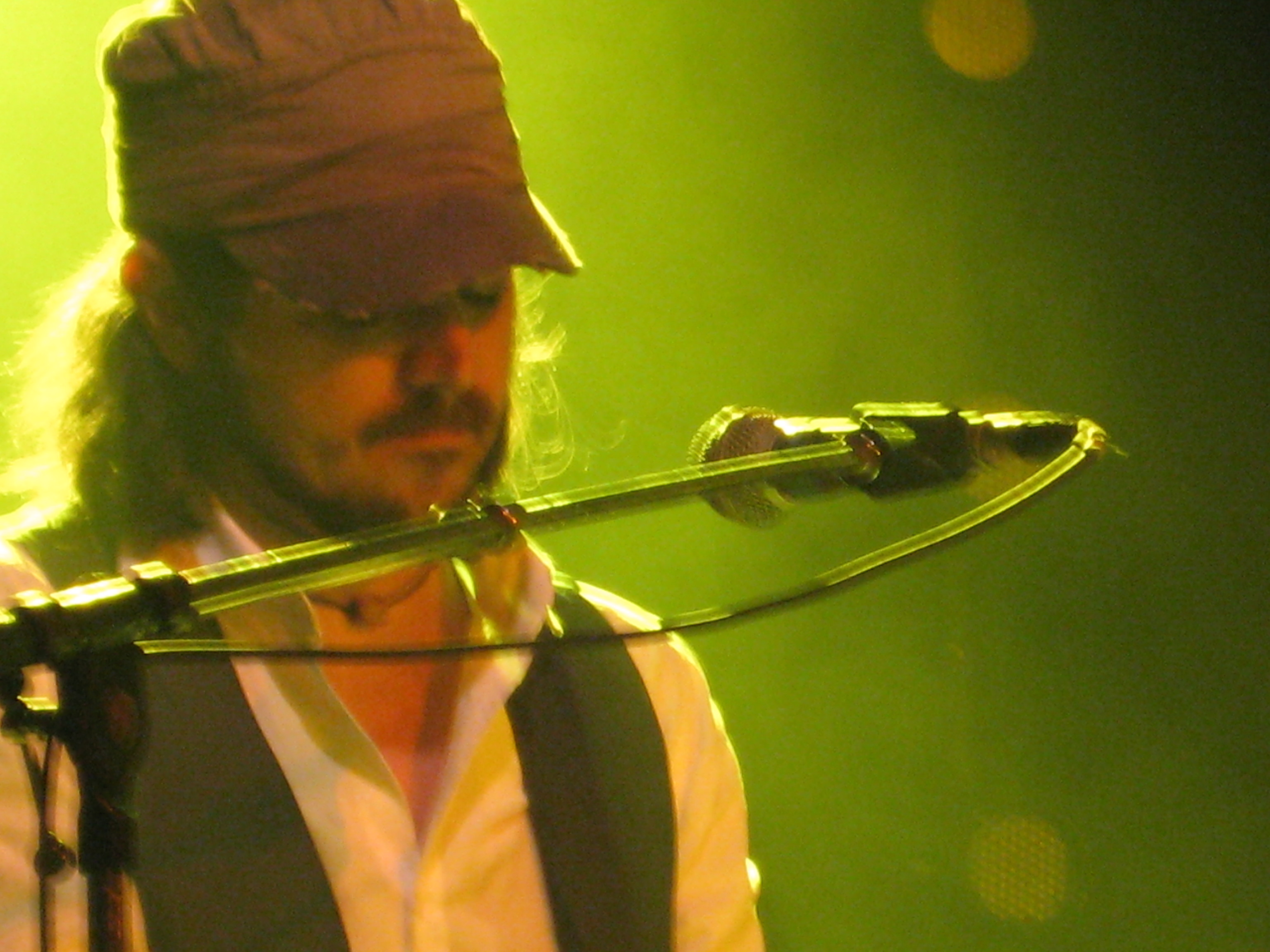
Cary Brothers 2007

Cary Brothers, född 1974 i Nashville, Tennessee, USA, är en amerikansk singer-songwriter.
Brothers fick 2004 en hit med singeln "Blue Eyes", som fanns med på soundtracket till filmen Garden State. Hans musik har också förekommit i flera olika tv-serier, däribland Scrubs, Bones och Grey's Anatomy. 2007 släpptes hans debutalbum Who You Are.

## Diskografi
- 2004 – All the Rage (EP)
- 2005 – Waiting for Your Letter (EP)
- 2007 – Who You Are
- 2010 – Under Control